# WXIII: Patlabor the Movie 3
WXIII: Patlabor the Movie 3 (WXIII 機動警察パトレイバー3 劇場版,?, WXIII Kidō keisatsu Patoreibaa 3 gekijōban) è un film del 2002 diretto da Fumihiko Takayama.
Si tratta del terzo ed ultimo lungometraggio d'animazione appartenente alla saga di Patlabor. Noto anche come Wasted XIII, uscì nei cinema giapponesi il 30 marzo 2002. Meno incentrato sulle vicende della Seconda Sezione, questo terzo film della saga non è, in realtà, un'opera del gruppo Headgear, scioltosi dopo il secondo film, ma esso ne è comunque titolare del copyright.

## Trama
Qualcosa nella baia di Tokyo attacca dei labor sottomarini, dei delfini, una coppia di fidanzati in un'auto ferma sulla banchina. Sulla vicenda indagano due poliziotti, l'anziano detective Kusumi ed il suo assistente, l'ispettore Hata. Si scoprirà che dietro a tutto questo c'è una creatura mostruosa, frutto di esperimenti segreti condotti da un centro di ricerca giapponese per conto di militari giapponesi ed americani, sfuggita al controllo a causa di una ricercatrice che, distrutta dalla morte per cancro della figlioletta, ha inserito nell'embrione alcune cellule tumorali della bambina con esiti imprevedibili. Alla fine toccherà proprio alla Seconda Sezione del capitano Goto neutralizzare la creatura.

## Colonna sonora
Le musiche del film, come nel caso dei precedenti due lungometraggi della saga, furono composte da Kenji Kawai.